# Dmitrij Pirog
Dmitrij Juriewicz Pirog (ur. 27 czerwca 1980 w Tiemriuku) – rosyjski bokser, były zawodowy  mistrz świata wagi średniej organizacji WBO.

## Kariera amatorska
Stoczył ponad 230 walk. Mistrz sportu klasy międzynarodowej. Finalista ogólnorosyjskiego turnieju "Nadziei olimpijskich". Przegrał rywalizację o udział w IO 2004 z Olegiem Saitowem. Próba udziału w IO w reprezentacji Gruzji nie doszła do skutku ze względów politycznych.

## Kariera zawodowa
Karierę zawodową rozpoczął 29 lipca 2005. Do kwietnia 2010 stoczył 16 zwycięskich walk. W tym czasie zdobył lokalne tytuły m.in. WBO Asia Pacific, WBC International i WBC Baltic, wszystkie w kategorii średniej.
31 lipca 2010 w Las Vegas, stoczył pojedynek z Amerykaninem  Danielem Jacobsem o wakujący tytuł mistrza świata WBO w wadze średniej. Wygrał przez techniczny nokaut w piątej rundzie.
W pierwszej obronie tytułu 26 marca 2011 w Jekaterynburgu w Rosji spotkał się z Argentyńczykiem Javierem Francisco Macielem. Wygrał jednogłośnie na punkty. Kolejną walkę w obronie pasa stoczył, 25 września, z rodakiem Giennadijem Martirosjanem wygrywając przez techniczny nokaut w dziesiątej rundzie.
1 maja 2012 ponownie obronił tytuł zwyciężając wyraźnie, jednogłośnie na punkty Japończyka Nabuhiro Ishidę. Za następnego przeciwnika wybrał Giennadija Gołowkina posiadacza tytułów WBA i IBO a nie obowiązującego pretendenta Francuza Hassana N’Dam N’Jikama za co został pozbawiony tytułu. Do walki z Gołowkinem nie doszło z powodu kontuzji Piroga.